# غلامحسین مسعودی ریحان
غلامحسین مسعودی ریحان (زادهٔ ۱۳۴۰ در اهر) از اعضای شورای اسلامی شهر تبریز در دورهٔ پنجم می باشد. وی همچنین نمایندهٔ حوزهٔ انتخابیهٔ اهر و هریس در دورهٔ هشتم مجلس شورای اسلامی بوده‌است.